# سفارت اندونزی در کانبرا
سفارت اندونزی در کانبرا (به انگلیسی: Embassy of Indonesia) یک منطقهٔ مسکونی و نمایندگی سیاسی این کشور در استرالیا است که در کانبرا واقع شده‌است.